# Стефані Сігман
Стефані Сігман (англ. Stephanie Sigman; нар. 7 січня 1987, Сьюдад Обрегон, Сонора, Мексика) — мексиканська й американська акторка, найбільш відома роллями у фільмах «007: Спектр», «Анабель: Створення» і серіалі «Нарки».

## Життєпис
Стефані Сігман народилася та виросла в Сьюдад Обрегоні, Мексика. Її батько Лі Сігман походить з Канзасу — колишній бейсбольний гравець, який став менеджером, а згодом перекваліфікувався в скаута Нью-Йорк Янкіз. Її мама — мексиканка, яка познайомилась з Лі на бейсбольному стадіоні. У Стефані є два брата, які пов'язані зі спортом.

## Кар'єра
Стефані Сігман спочатку була моделлю. У 17 років вона підписала контракт з престижним модельним агентством Elite Model Management. Акторську кар'єру розпочала з участі в мексиканських фільмах і серіалах, серед яких провідна роль у бойовику з елементами трилеру «Міс Куля». Стрічку було обрано на здобуття премії «Оскар» як найкращий фільм іноземною мовою, але він не потрапив у шортлист. Після участі в норвезькому трилері «Першопроходець» у акторки була другорядна роль у серіалі «Міст». Наступна участь у американському телепроєкті відбулась двома роками пізніше: вона зіграла в кримінальній драмі «Нарки».
У 2015 стало відомо, що акторка приєдналась до акторського складу фільму про Джеймса Бонда «007: Спектр», а також отримала ролі в стрічках «Його собаче діло» та «Війна проти всіх». У 2016 повідомили, що Стефані Сігман зіграє у хорорі «Анабель: Створення».

## Фільмографія
| Рік       |    | Українська назва      | Оригінальна назва          | Роль           |
| --------- | -- | --------------------- | -------------------------- | -------------- |
| 2006      | кф | Детально              | Con lujo de detalle        | жінка          |
| 2007—2008 | с  |                       | Cambio de vida             |                |
| 2010      | с  |                       | Los Minondo                | молода Ядвіга  |
| 2010      | ф  | Золота ріка           | Río de oro                 | Естела         |
| 2011      | ф  | Міс Куля              | Miss Bala                  | Лаура          |
| 2012      | ф  | Морелос               | Morelos                    | Франческа Отіс |
| 2013      | ф  | Першопроходець        | Pionér                     | Марія          |
| 2013      | тф | Домовленість          | The Arrangement            | Лурдес         |
| 2013      | кф | Звичка                | Hábito                     | Карла          |
| 2013—2014 | с  | Міст                  | The Bridge                 | Іва            |
| 2014      | ф  | Алісія в країні Марії | Alicia en el país de María | Алісія         |
| 2015      | ф  | Синє небо             | El cielo es azul           | Лурда          |
| 2015      | ф  | 007: Спектр           | Spectre                    | Естрелла       |
| 2015—2016 | с  | Нарки                 | Narcos                     | Валерія Велес  |
| 2016      | с  |                       | Presence                   | Презенс Фостер |
| 2016      | ф  | Війна проти всіх      | War on Everyone            | Долорес        |
| 2016      | с  | Американський злочин  | American Crime             | Моніка         |
| 2017      | ф  | Озеро Шиммер          | Shimmer Lake               | Стеф Бертон    |
| 2017      | ф  | Його собаче діло      | Once Upon a Time in Venice | Луп            |
| 2017      | ф  | Анабель: Створення    | Annabelle: Creation        | сестра Шарлотт |
| 2017      | с  | Спецназ               | S.W.A.T.                   | Джессіка       |